# Open de Vendée 2024
L'Open de Vendée 2024 è stato un torneo maschile di tennis professionistico. È stata l'11ª edizione del torneo, facente parte della categoria Challenger 100 nell'ambito dell'ATP Challenger Tour 2024, con un montepremi di 121 000 €. Si è giocato dal 30 settembre al 6 ottobre 2024 sui campi in cemento indoor del Vendéspace di Mouilleron-le-Captif, in Francia.

## Partecipanti

### Teste di serie
| Nazionalità | Giocatore        | Ranking* | Testa di serie |
| ----------- | ---------------- | -------- | -------------- |
| Francia     | Quentin Halys    | 99       | 1              |
| Francia     | Harold Mayot     | 115      | 2              |
| Francia     | Richard Gasquet  | 120      | 3              |
| Francia     | Lucas Pouille    | 124      | 4              |
| Regno Unito | Jacob Fearnley   | 126      | 5              |
| Serbia      | Hamad Međedović  | 135      | 6              |
| Francia     | Grégoire Barrère | 148      | 7              |
| Danimarca   | August Holmgren  | 167      | 8              |

* Ranking al 23 settembre 2024.

### Altri partecipanti
I seguenti giocatori hanno ricevuto una wild card per il tabellone principale:
- Sascha Gueymard Wayenburg
- Manuel Guinard
- Lucas Poullain

Il seguente giocatore è entrato in tabellone come alternate:
- Daniel Masur

I seguenti giocatori sono passati dalle qualificazioni:
- Alexandre Reco
- Jelle Sels
- Nikoloz Basilašvili
- Buvaysar Gadamauri
- Aleksej Vatutin
- Mathias Bourgue

I seguenti giocatori sono entrati in tabellone come lucky loser:
- Eliakim Coulibaly
- Alexis Gautier

## Punti e montepremi
| Torneo    | Torneo              | V      | F     | SF    | QF    | 2T    | 1T    | Q | Q2  | Q1  |
| Singolare | Punti               | 100    | 50    | 25    | 14    | 7     | 0     | 4 | 2   | 0   |
| Singolare | Premi in denaro (€) | 16 020 | 9 415 | 5 555 | 3 240 | 1 900 | 1 160 | – | 580 | 290 |
| Doppio    | Punti               | 100    | 50    | 25    | 14    | –     | 0     | – | –   | –   |
| Doppio    | Premi in denaro (€) | 6 845  | 4 050 | 2 400 | 1 420 | –     | 800   | – | –   | –   |

## Campioni

### Singolare
Lucas Pouille ha sconfitto in finale  Quentin Halys con il punteggio di 6–4, 6–4.

### Doppio
Marcelo Demoliner /  Christian Harrison hanno sconfitto in finale  August Holmgren /  Johannes Ingildsen con il punteggio di 6–3, 7–5.